# SunTrust Banks

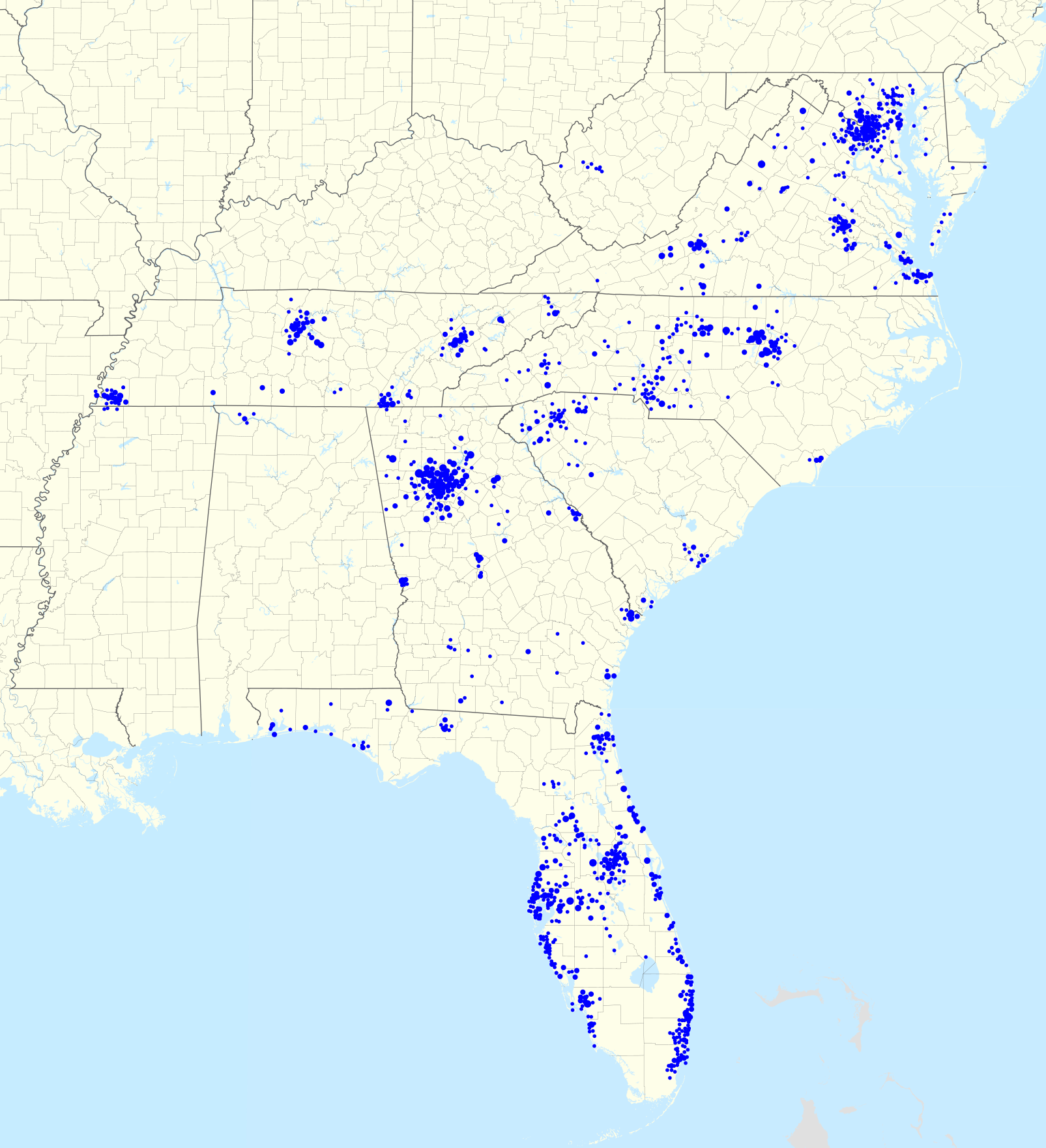
Локации SunTrust в США.

SunTrust Banks, Inc. — американская банковская холдинговая компания, в декабре 2019 года слившаяся с BB&T, образовав Truist Financial Corporation, сумма сделки составила 28 млрд долларов. Самой крупной дочерней компанией являлся SunTrust Bank. Прародителем компании является SunTrust Bank, который был создан в 1891 году в Атланте.
По состоянию на сентябрь 2016 года SunTrust банк имел 1400 банковских отделений и 2160 банкоматов в 11 юго-восточных штатах и в Вашингтоне. Основными направлениями деятельности банка являлись приём депозитов, кредитование, кредитные карты, а также доверительные и инвестиционные услуги.

## История

### Trust Company of Georgia
21 сентября 1891 года самый прямой корпоративный предок SunTrust, в Trust Company of Georgia, получил хартию от Georgia General Assembly, как Commercial Travelers' Savings Bank. Учредителями были Джон М. Грин, Джоэл Хёрт, Т. Д. Этуотер, У.Э Ханселл, Т. Д. Хайтауэр, Д. Г. Оглесби, Д. Д. Тёрнер, Джон Б. Дэниел, Джозеф Гирш, Леон Либерман, Луи Уэллхаус, Э. Д. МакБрайд, Д. О. Догерти, У. Э. Грегг, У. У. Дрейпер, Э. К. Хук, У.Т Эшфорд, Джордж У. Брук, К. И. Брэнан и К. Д. Монтгомери.
В ноябре 1893 года произошло переименование в Trust Company of Georgia.

### Sun Bank
Самый ранний предшественник Sun Bank был основан в 1911 году как The People’s National Bank. В 1920 году он стал First National Bank. Во время Великой депрессии в начале 1930-х First National Bank и Trust Company потерпели неудачу. First National Bank был преобразован в 1934 году в First National Bank at Orlando. В 1973 году банк слился с другими банками Орландо, чтобы стать Sun Banks. Это были три банка, связанных с дочерними предприятиями, с совокупными активами в размере $1.713 млрд по состоянию на 31 декабря 1973 г.
В начале 1980-х годов Sun Banks стал расти на волне покупательского бума. Sun Banks приобрел 81-летний Hillsboro Bank, базирующийся в городе Плант-Сити, учреждение с $150 млн в активах, а затем третий старейший во Флориде Chartered Bank. Также был куплен Florida State Bank из Таллахасси, который попыталась слиться с Sun Banks в 1973 году, но сделка тогда не состоялась из-за экономического спада.
В мае 1983 года Sun Banks объявил о заключении сделки по корпорации Flagship Bank Inc., базирующейся в Майами, с $3,3 млрд в активах. Эта сделка сделала Sun Banks одним из крупнейших банковских холдингов в штате Флорида.

### Трансформационные слияния
В настоящее время SunTrust Banks, Inc. является результатом слияния между Trust Company of Georgia и SunBanks, Inc., Орландо, штат Флорида. С 1985 года объединённая компания действовала в качестве Trust Company Bank в Джорджии и Sun Bank во Флориде до 1995 года, когда все банки взяли имя SunTrust.
В 1986 году, вскоре после слияния Trust Company-SunBanks, SunTrust приобрела Third National Corporation, базирующуюся в Нэшвилле, хотя она по-прежнему использовала название Third National в штате Теннесси до 1995. В 1998 SunTrust приобретает Crestar Financial Corporation, Ричмонд, штат Вирджиния, и расширяет влияние компании в Вирджинии, Мэриленде и округе Колумбия.
В 1988 году SunTrust добавляется в индекс котировок акций S&P 500.
В 2001 году SunTrust приобретают институциональные предприятия Robinson-Humphrey Company, LLC., создавая SunTrust Robinson-Humphrey.
Компания выкупила National Commerce Financial Corporation (NCF), базирующуюся в Мемфисе, за $7 млрд в 2004 году. Это приобретение позволило SunTrust впервые войти в Алабаму, Вирджинию, Северную Каролину и Южную Каролину, и существенно увеличить своё присутствие в других штатах.
В 2013 году банк оказал финансовую помощь Fifth Third Bank и Florida Community Bank в овладении BEL USA и получил за это компанию DiscountMugs, часть Comvest Partners.
16 сентября 2014 года бейсбольная команда Атланта Брэйвз объявила название своего нового стадиона в округе Кобб: SunTrust Park, который, как ожидается, будет открыт в начале сезона 2017 года и будет служить в качестве нового дома для Атланта Брэйвз. Проект стоимостью $1,1 млрд в округе Кобб будет включать в себя рестораны, магазины, офисы, гостиницу и жилые помещения, непосредственно связанные с парком.

## Текущие операции и структура
В компании три основных бизнес-подразделения: Consumer Banking & Private Wealth Management, Wholesale Banking и Mortgage.
| Бизнес-линия                           | Доля оборота |
| -------------------------------------- | ------------ |
| Потребительский банкинг                | 32 %         |
| Корпоративный и инвестиционный банкинг | 20 %         |
| Коммерческий и бизнес банкинг          | 14 %         |
| Управление крупным частным капиталом   | 12 %         |
| Ипотека                                | 11 %         |
| Потребительское кредитование           | 8 %          |
| Коммерческая недвижимость              | 3 %          |

По состоянию на сентябрь 2016 года, SunTrust Bank имеет 1400 банковских отделений и 2160 банкоматов в таких штатах как: Алабама, Арканзас, Флорида, Джорджия, Мэриленд, Миссисипи, Северная Каролина, Южная Каролина, Теннесси, Вирджиния, Западная Вирджиния и Вашингтон, округ Колумбия.

### Руководство
| Положение                                                                    | Период      |
| ---------------------------------------------------------------------------- | ----------- |
| William H. Rogers, Jr. (Председатель, Президент и CEO)                       | 2011 — н.в. |
| James M. Wells, III (Председатель, Президент и CEO)                          | 2007—2011   |
| L. Phillip Humann (Председатель, Президент и CEO)                            | 1998—2007   |
| James B. «Jimmy» Williams (Председатель, Президент и CEO)                    | 1990—1998   |
| Robert M. Strickland (Председатель/SunTrust; Президент Trust Company в 1973) | 1978—1990   |

21 апреля 2011 Уильям Х. Роджерс, Дж. перешёл в должность исполнительного директора, которую ранее занимал Джим Уэллс, ушедший в отставку 31 декабря 2011 года с должности главного операционного директора SunTrust, Роджерс принял должность генерального директора. Финансовым директором (CFO) является Алим Гиллани, который был назначен в апреле 2011 года.
В 2015 и 2016 годах два корпоративных казначея, Кевин Блэр в Zions Bancorporation и Пола Бёрдис в Synovus, пошли дальше и стали финансовыми директорами в крупных банках. Глава стратегического блока, Индера М. Сингх, стал финансовым директором в IT-фирме Unisys.

## Связь с Coca-Cola
SunTrust имеет давние отношения с Coca-Cola Company. В 1919 году Эрнест Вудрафф, президент Trust Company с 1904 по 1922 год, а также У. С. Брэдли купили The Coca-Cola Company за $25 млн и реструктуризацию. The Trust Company of Georgia помогла гарантировать первичное публичное размещение акций, принимая акции Coca-Cola в обмен на свои услуги. Четыре года спустя сын Вудраффа, Роберт, был избран президентом Coca-Cola, эту должность он занимал до 1954 года, но членом правления стал лишь в 1984 году.
В результате SunTrust стало принадлежать 48,3 млн акций (3,58 %) Coca-Cola. Кроме того, оригинальная копия формулы для Coca-Cola хранилась в депозитной ячейке SunTrust в городе Атланта (первоначально Trust Company Bank) с 1925 по 2011 год. Копия формулы переехала в специально построенное хранилище Coca-Cola, также находящееся в Атланте.
На протяжении многих лет руководители Coca-Cola находились в совете директоров SunTrust, а руководители SunTrust находились в совете директоров Coca-Cola.
SunTrust начал избавляться от акций Coca-Cola в мае 2007 года, когда было продано 4,5 млн акций, или 9 % от своей доли. В 2008 году банк продал ещё 10 миллионов акций и пожертвовал 3,6 млн в благотворительный фонд SunTrust. Был разработан план, чтобы продать больше акций в 2014 и 2015 годах.
Тем не менее, в сентябре 2012 года, SunTrust продал все свои акции Coca-Cola по поручению своего первичного регулятора, Федеральной Резервной Системы.

## Национальное Ипотечное Урегулирование 2014
В 2014 году федеральное правительство совместно с государственными генеральными прокурорами в 49 штатах и округе Колумбия достигли урегулирования, требующего SunTrust Mortgage, Inc. обеспечить $500 млн помощи в различных формах для ипотечных заемщиков. От SunTrust также требовалось создать фонд в $40 млн для 45 000 заемщиков SunTrust, которые были исключены в период с 1 января 2008 года по 31 декабря 2013 г. Кроме того, от SunTrust требовалось придерживаться новых правил защиты домовладельцев.

## Здания и филиалы
Расположенный на 200 South Orange Avenue The SunTrust Center является самым высоким зданием в центре города Орландо, штат Флорида. Здание было построено в 1988 году по цене около $ 100 млн. Оно построено из железобетона и гранита с мраморной отделкой и располагает 17 лифтами.

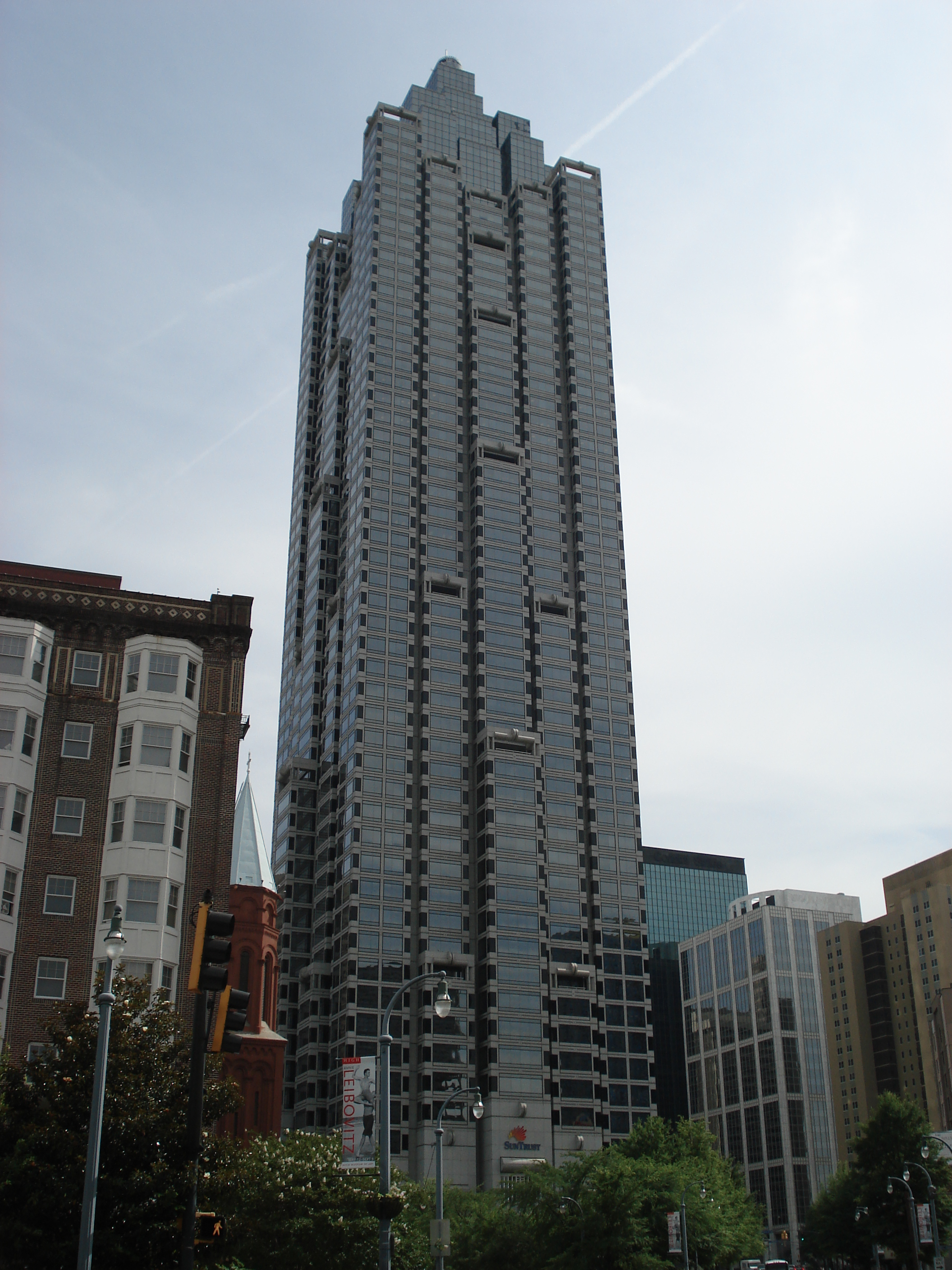
SunTrust Plaza в Атланте, Джорджия
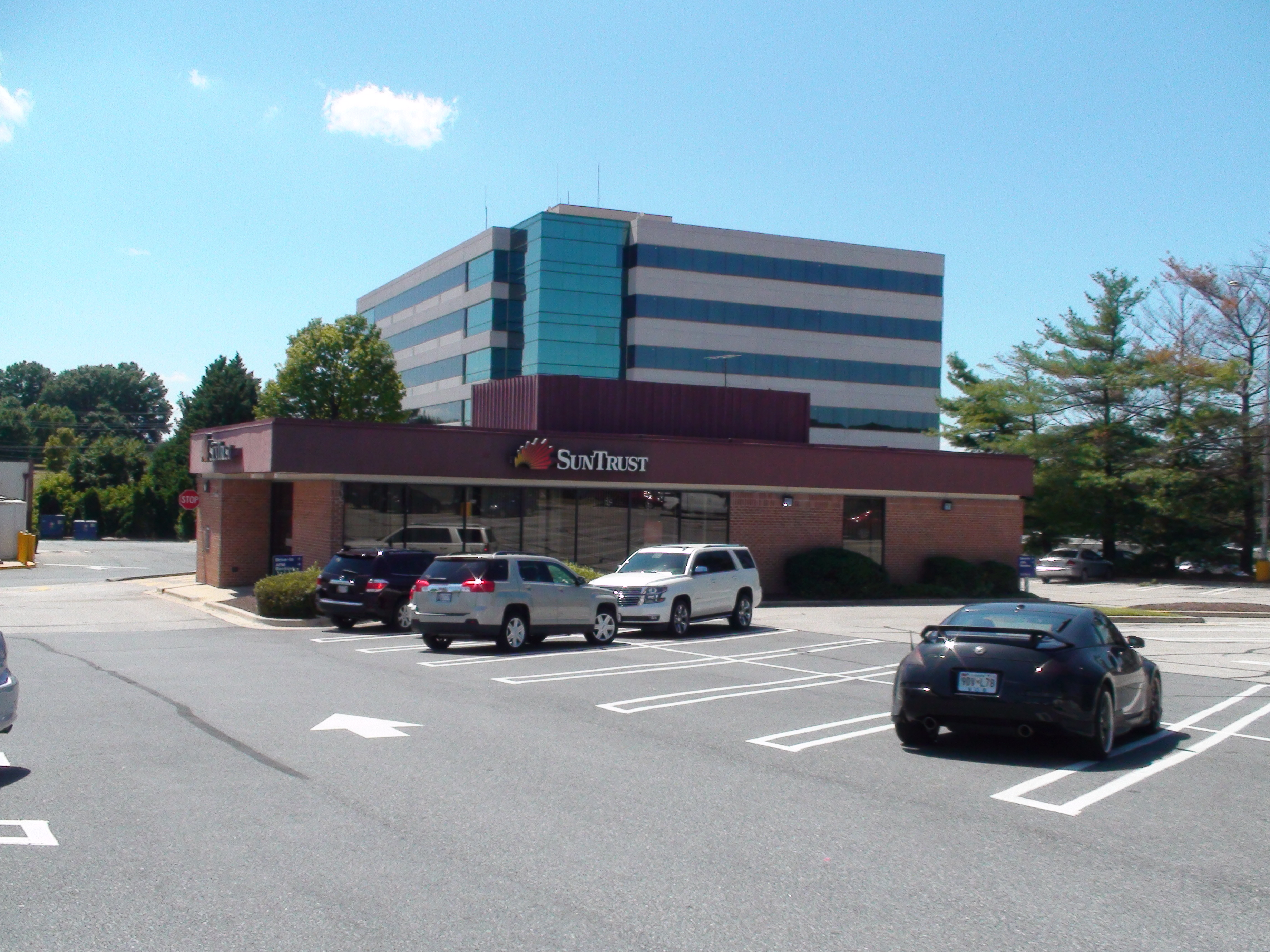
Suntrust Bank в Гейтерсберге, Мэриленд
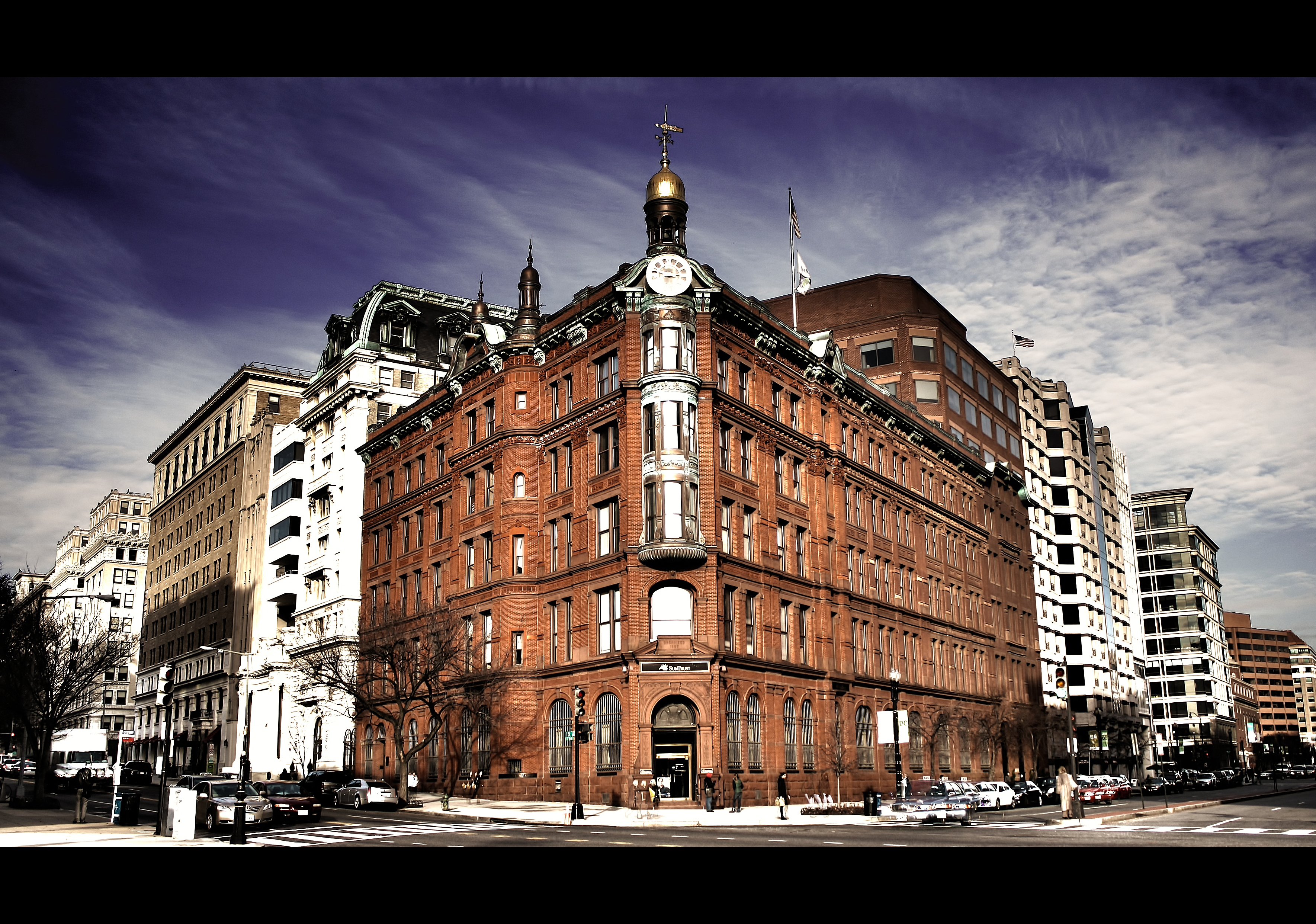
SunTrust Building в Вашингтоне
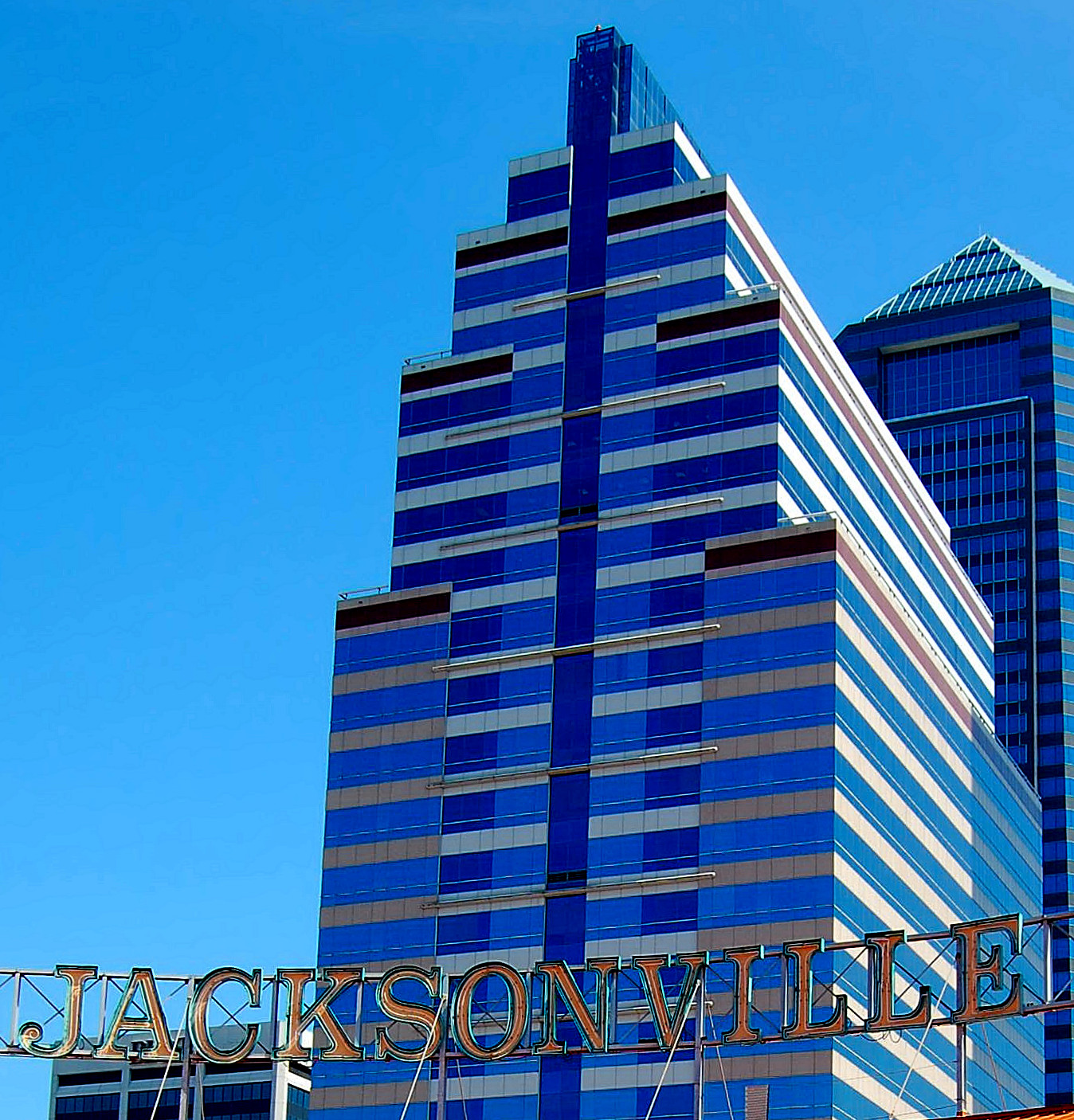
SunTrust Tower в Джэксонвилле, Флорида
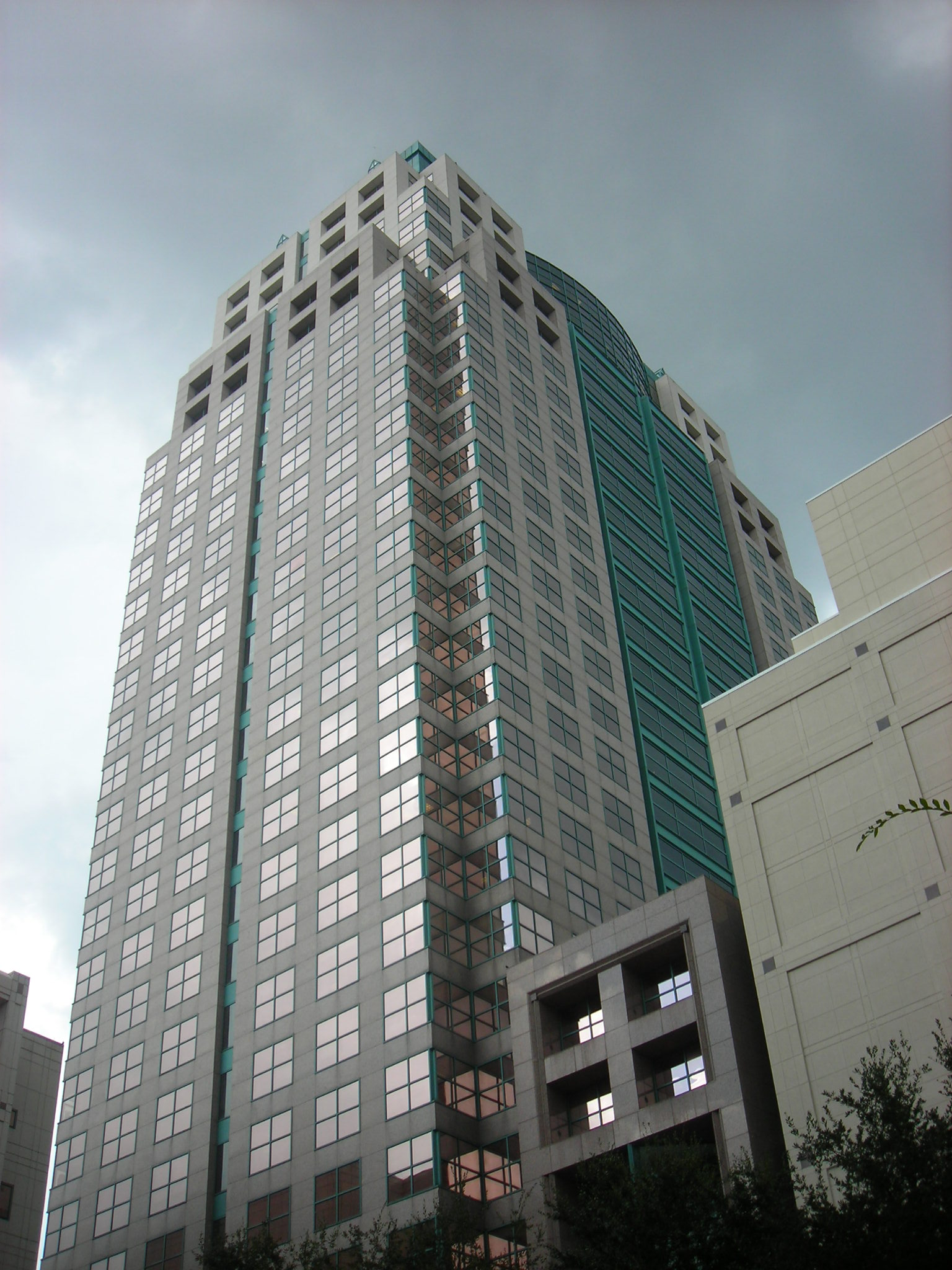
SunTrust Center в Орландо, Флорида
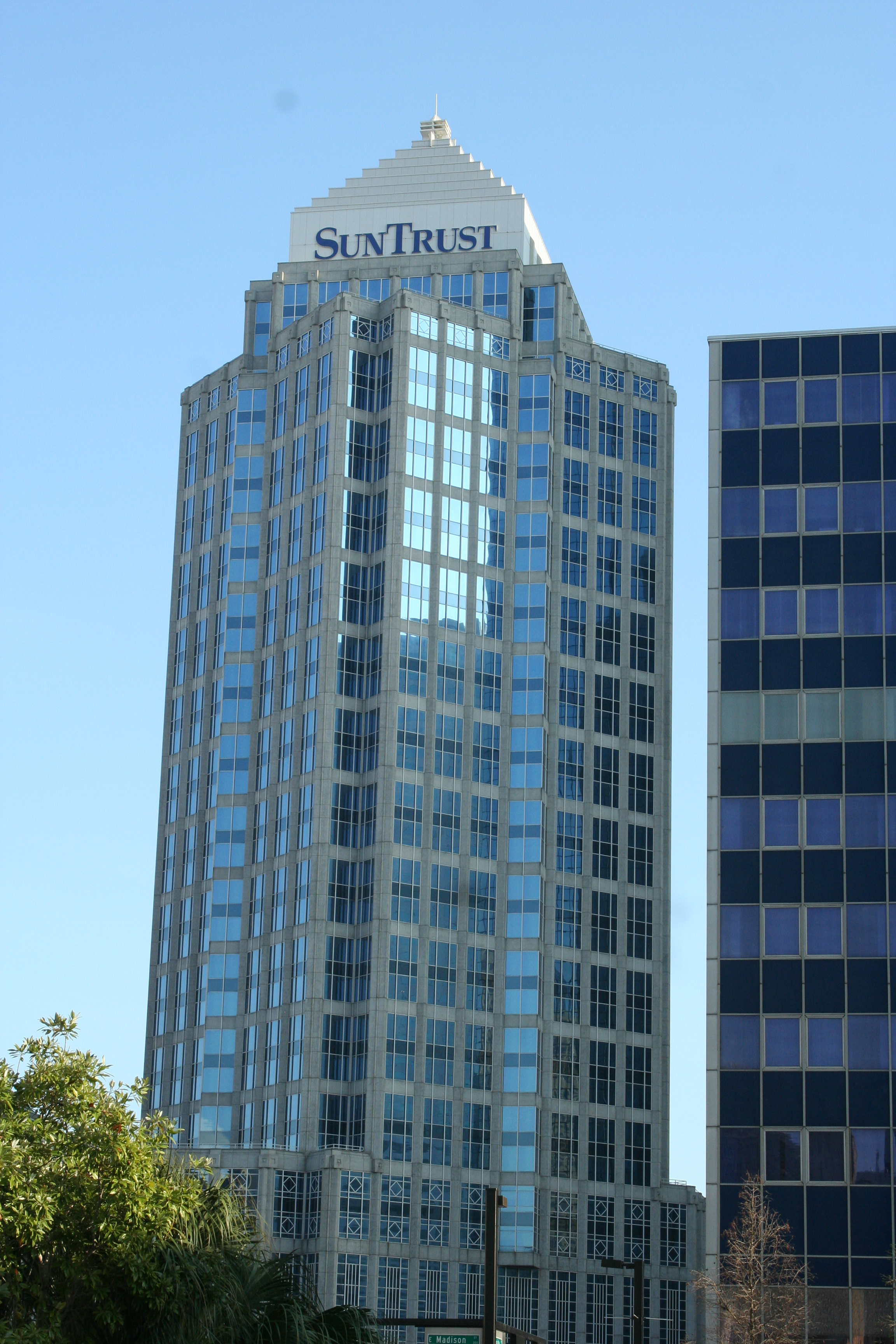
SunTrust building в Тампе, Флорида